# J. C. Tans

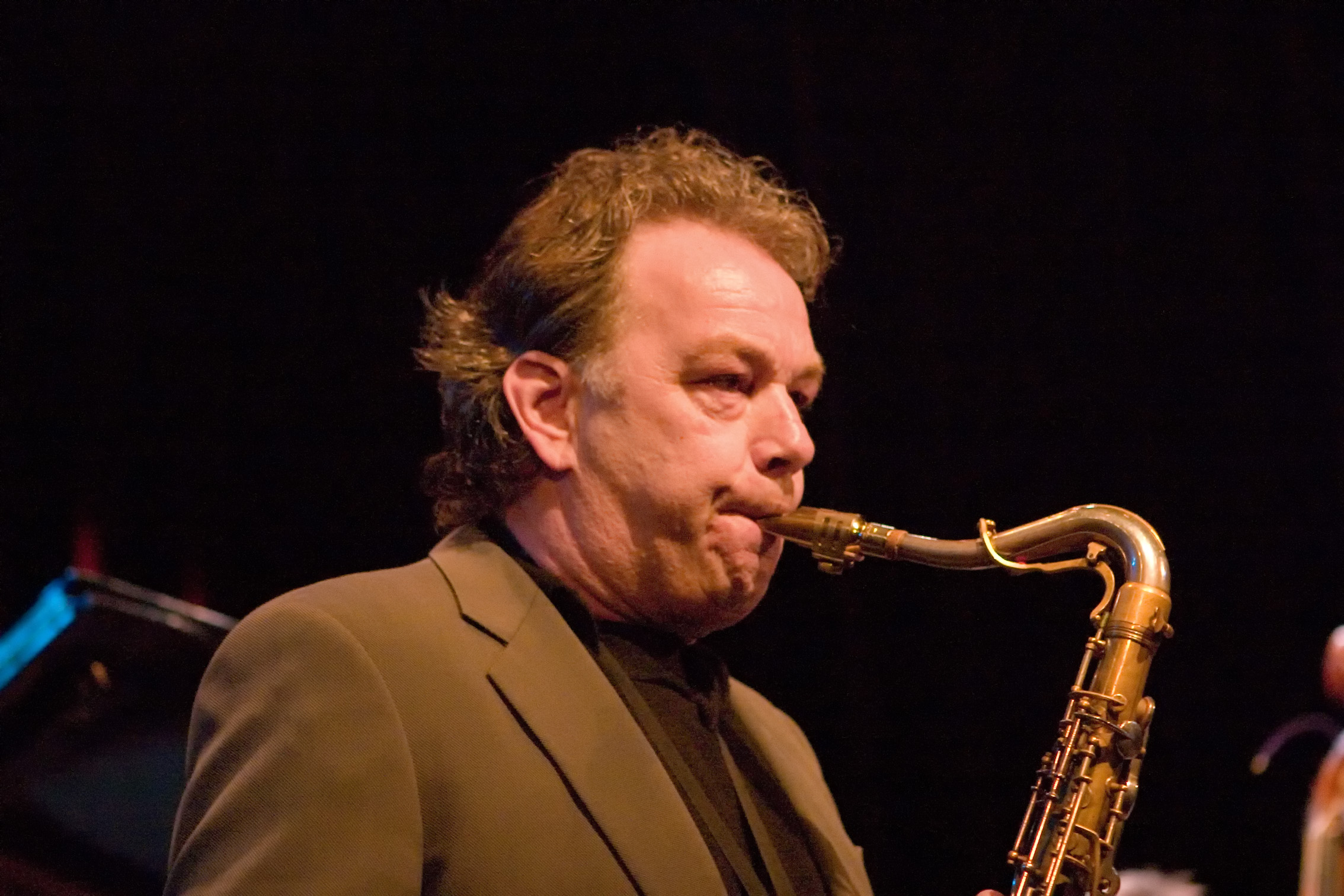
J. C. Tans

Jan Cees Tans (* 1947) ist ein niederländischer Saxophonist, Komponist und Bandleader.

## Wirken
Tans spielte ab 1975 im Quartett De Flaconis, war aber zuvor auch schon mit Han Bennink und mit Kees Hazevoet aufgetreten. 1978 spielte er in einem Quartett mit zwei Bassisten (Harry Miller, Arjen Gorter, z. T. auch Ernst Glerum) und unterschiedlichen Schlagzeugern. Weiterhin trat er mit Hans Dulfers Stichting Amsterdams Tenoren Onderzoek auf.
1980 gründete Tans die zehnköpfige Band J.C. Tans & Rockets, die Stücke von Big Jay McNeely, Jimmie Lunceford und den Rolling Stones mit den Mitteln des modernen Jazz spielte. 1987 wurde die Gruppe in J.C. Tans Orchestra umbenannt. J. C. Tans Orchester war eine der erfolgreichsten Gruppen in den Niederlanden der 1980er Jahre. Musiker wie Ab Baars, Wolter Wierbos, Sean Bergin, Boy Raaymakers, Jeff Reynolds, Andy Altenfelder unter anderem spielten in dieser Band.
1987 erhielt J.C. Tans den Boy-Edgar-Preis.